# Вечір на вулиці Карла Юхана
«Вечір на вулиці Карла Юхана» (норв. Aften på Karl Johan Aften på Karl Johan) — картина норвезького художника Едварда Мунка, написана ним у 1892 році. Виставлялася як частина циклу «Фриз життя» (виставка 1903 року в Лейпцизі).
На картині зображена центральна магістраль Осло — Карл-Юханс-гате, освітлена вечірніми вогнями. По тротуару рухається добропорядна публіка — панове в циліндрах і піджаках, дами в модних капелюшках. Їх бліді, позбавлені будь-яких емоцій і відмінних рис обличчя нагадують безликі маски (мистецтвознавець Арне Еггум зіставляє їх з особами-масками на картинах Джеймса Енсора). Віддалік від цього людського потоку видніється самотня темна фігура, що йде в протилежному напрямку — з нею художник, ймовірно, ідентифікував самого себе. У його щоденнику є запис, близький за своїм змістом до тематики картини: «Перехожі кидають на нього дивні, багатозначні погляди, він відчуває ці погляди — вони втупилися прямо на нього — ці обличчя — мертвотно-бліді у вечірньому світлі — він намагається піти в свої думки, але не може — відчуття порожнечі в голові — він намагається дивитися кудись вгору, на вікно вдалині — і знову перехожі заступають йому шлях — він тремтить з голови до ніг, весь у поті». На відміну від виконаної в імпресіоністській манері «Весни на вулиці Карла Юхана» (1890), «Вечір на вулиці Карла Юхана» вирізняється похмурим, тривожним настроєм. Композиційно картина близька до таких робіт Мунка, як «Крик» і «Дівчата на мосту», в яких також спостерігається улюблений художником мотив зникаючої в перспективі дороги і певне зміщення фокуса до краю полотна.
Мунк також створив літографію за мотивами цього твору. Оригінал картини знаходиться у  муніципальній Збірці Расмуса Мейєра в Бергені.